# Flavien Enzo Boyomo
Flavien Enzo Thiédort Boyomo (nascut el 7 d'octubre de 2001) és un futbolista professional francès que juga com a central al CA Osasuna.

## Primers anys
Nascut a Tolosa de Llenguadoc, Boyomo és camerunès d'ascendència. Va adquirir la nacionalitat francesa el 30 de maig de 2003, per efecte col·lectiu de la naturalització del seu pare.

## Carrera de club

### Carrera inicial
Boyomo va jugar al sector juvenil del club de la ciutat natal Toulouse, abans d'unir-se al planter de Blackburn Rovers el 2016. Va progressar a través de la configuració juvenil del club anglès, però finalment va marxar el juny del 2020, després de no arribar a acord per signar-hi contracte.

### Albacete
Després de deixar el Blackburn, l'agost de 2020 Boyomo es va incorporar al club espanyol Albacete Balompié, sent inicialment destinat al seu equip filial a Tercera Divisió. Va debutar amb el primer equip el 26 de setembre de 2020, començant com a titular en una derrota a la lliga per 0-1 contra el CF Fuenlabrada.
Boyomo va marcar el seu primer gol com a professional el 25 d'octubre de 2020, marcant el primer gol en una derrota a casa per 2-1 contra el Rayo Vallecano. El 23 de desembre, va renovar el seu contracte fins al 2024.
Durant la temporada 2022-23, va ser el quart jugador de l'Albacete pel temps total de joc, amb 39 aparicions (38 de les quals com a titular) i un gol.

### Valladolid
El 7 de juliol de 2023, Boyomo es va incorporar al Reial Valladolid de Segona Divisió per una quota d'1,2 milions d'euros més complements, signant un contracte de quatre anys amb el club recentment descendit.

## Carrera internacional
El març de 2023, Boyomo va rebre la seva primera convocatòria a la selecció absoluta del Camerun per part de l'entrenador en cap Rigobert Song per als dos partits de classificació de la Copa Àfrica de Nacions 2023 contra Namíbia.